# Kingdom of Madness (альбом Edguy)
Kingdom of Madness другий альбом німецького павер-метал гурту Edguy, виданий в 1997 році. Його, зазвичай називають їхнім «офіційним» дебютним альбомом, оскільки він був першим професійно записаним.

## Список композицій
Усі тексти написав Тобіас Саммет. Музику — як зазначено
1. «Paradise» (Саммет, Єнс Людвіг) — 6:24
2. «Wings of a Dream» — 5:24
3. «Heart of Twilight» (Саммет, Людвіг) — 5:32
4. «Dark Symphony» (Саммет, Людвіг) — 1:05
5. «Deadmaker» (Саммет, Людвіг) — 5:15
6. «Angel Rebellion» (Саммет, Людвіг) — 6:44
7. «When a Hero Cries» — 3:59
8. «Steel Church» (Саммет, Людвіг, Шторх) — 6:29
9. «The Kingdom» — 18:23

## Учасники
- Тобіас Саммет — вокал, бас-гітара, фортепіано, клавішні
- Єнс Людвіг — гітара
- Дірк Зауер — гітара
- Домінік Шторх — ударні

Запрошені музиканти
- Кріс Болтендаль (Grave Digger) — вокал на треку 9

Виробництво
- Ерік Грьош — продюсер, звукорежисер
- Ральф Хуберт — звукорежисер